# Труш Роман Іванович

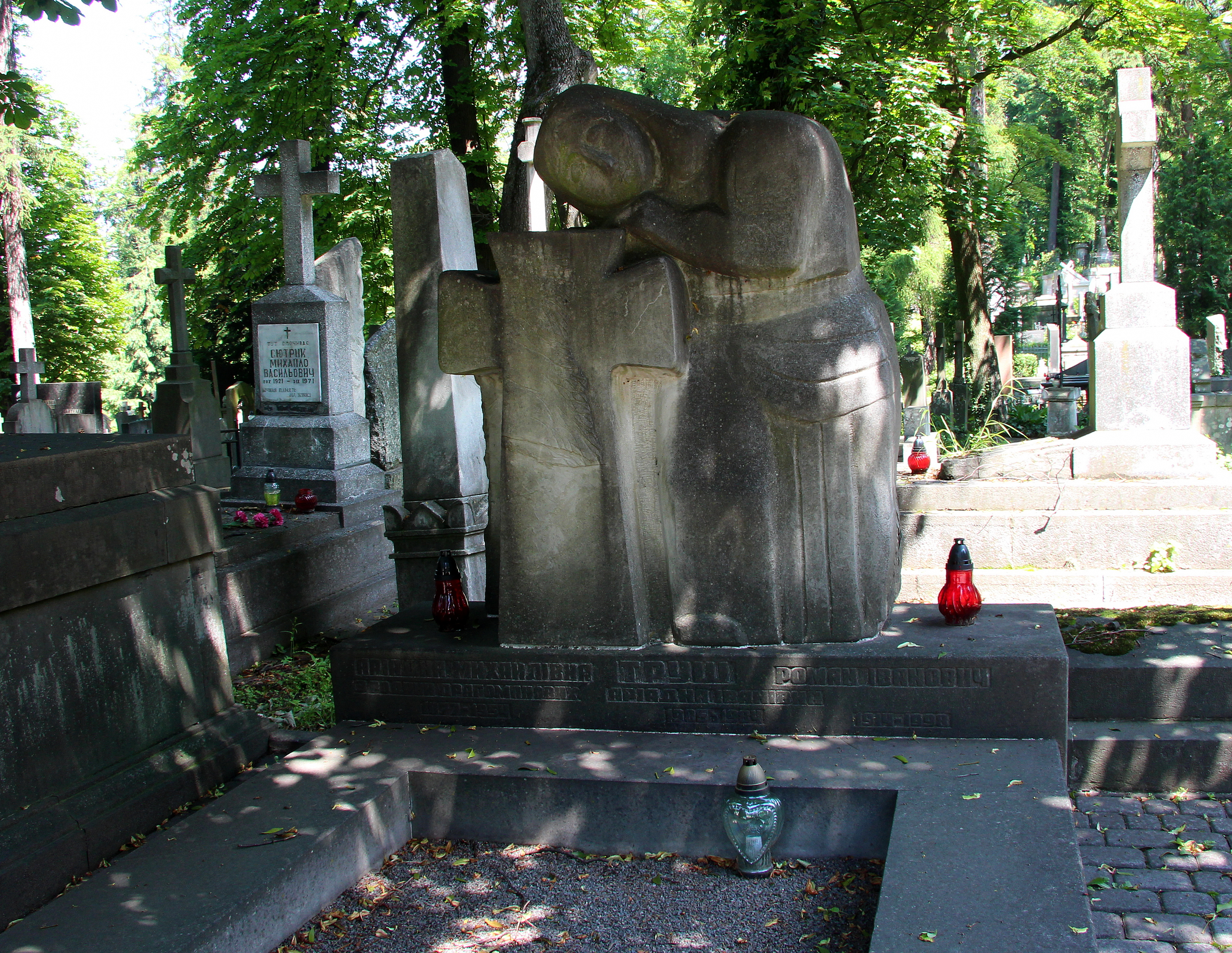
Могила родини Трушів на 4 полі Личаківського цвинтаря у Львові

Труш Роман Іванович (23 серпня 1914, Львів — 21 серпня 1998, Львів) — український спортсмен, тренер. Заслужений тренер України.
Син художника Івана Труша, онук науковця Михайла Драгоманова, двоюрідний племінник письменниці Лесі Українки.

## Короткий життєпис
Змалку захоплювався грою у футбол, хокей та теніс. На початку 1930-х років захопився стрільбою з лука.
У вересні 1931 року у Львові було створено Міжнародну Федерацію стрільби з лука (ФІТА), де стали займатися брати Труші.
У жовтні 1937 року в складі збірної Львова разом зі старшим братом Мироном стали переможцями чемпіонату Польщі, отримали право поїхати на чемпіонат світу у Парижі. Туди з братів зміг поїхати лише Мирон, звідки привіз золоту медаль.
Разом з Михайлом Блиндою, Тарасом Бандерою (небіж Степана Бандери), Андрієм Гавришківим організували турнір «Прикарпатська стріла», що проходили у 1960—1987 роках у Бориславі.
Його учні ставали:
- Тетяна Образцова, Нонна Козіна — чемпіонками світу;
- Василь Бобко, Ванда Копачинська, Вадим Ломов, Юрій Тимергазін, Людмила Снісаренко, Тетяна Образцова — переможцями міжнародних змагань, чемпіонами та рекордсменами УРСР, СРСР (на початку 1960-х років).

Роман Труш помер 21 серпня 1998 року та похований на полі № 4 Личаківського цвинтаря у Львові. 
|  | …Роман Труш намагався триматися батьківської настанови: «Хто зі свого: «хочу, повинен, мушу» сплете життя моральне, повне творчих суспільних вартостей, тому належиться на його намогильнику напис: «Тут спочиває гідний чоловік». |

.

## Родина
- Батьки:
  - тато — Іван Іванович Труш (17 січня 1869 — 22 березня 1941) — видатний український маляр;
  - мати — Аріадна (Рада) Михайлівна Драгоманова (27 (15) березня 1877 — 1954) — донька видатного історика, соціаліста Михайла Драгоманова.
- Брат — Мирон Іванович Труш (15 березня 1908 — 1978) — галицький спортсмен (стрільба з лука), чемпіон світу у складі збірної Польщі, репресований совітами (10 років), виїхав до Польщі, де помер 1978 року[3].
- Сестра — Аріадна Іванівна Слоневська (21 січня 1906 — 1984) — мистецтвознавиця.